# Presidente InterContinental Hotel
El Hotel Presidente InterContinental es un rascacielos ubicado en Campos Eliseos # 218, Colonia Polanco, en Delegación Miguel Hidalgo en la Ciudad de México, cuenta con 15 elevadores (ascensores) que se mueven a 6.5 metros por segundo, fue uno de los primeros edificios en la Ciudad de México en contar elevadores de alta velocidad, además de contar con uno de los elevadores más rápidos del mundo para su época. 
El edificio se convirtió en el tercero más alto de la Ciudad de México y por 20 años en el más alto de la colonia Polanco, siendo el primer rascacielos de esa zona, actualmente es el vigésimo edificio más alto de la Ciudad de México y para el 2011 se espera que el edificio pase al trigésimo (30) lugar de la lista de los rascacielos más altos del Distrito Federal.

## Historia del Edificio
Ante el crecimiento de la zona de Polanco en los años 60s, una de las zonas más exclusivas y visitadas de América Latina, empezó el boom de construcción de edificios de más de 100 metros de altura por lo que en 1969 dio inicio el proyecto de lo que sería el Hotel más alto de Latinoamérica y uno de los más altos del mundo, los materiales que se usaron en su construcción fueron, concreto armado vidrio en la mayor parte de su estructura y hormigón cabe destacar que se convirtió en la edificación más alta del mundo hecha a base de hormigón hasta 1979, récord del cual fue desplazado por la Torre del Parque Central Este en Venezuela y en México en 1987 por el edificio Hotel Nikko México. También fue uno de los edificios para su época con más habitaciones en todo el mundo y el mayor en Latinoamérica.
Su construcción comenzó en 1969 y finalizó en 1977, en ese mismo año se convirtió en el tercer edificio más alto de la Ciudad de México, hasta mediados de la década de los años 80s.
En su visita del 16 de abril de 2009, el presidente de Estados Unidos Barack Obama se hospedó en este hotel.

## La Forma
- Su altura es de 130 metros y tiene 44 pisos.

- El área total del rascacielos es: 51,000 m².

- La altura de piso a techo es de 3.62 m.

## Detalles Importantes

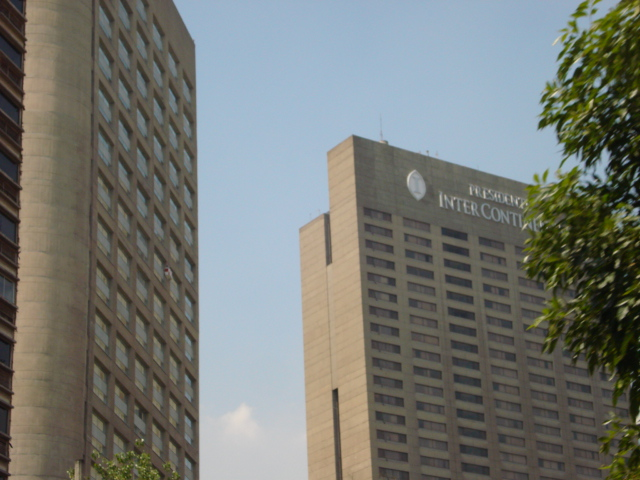
Hotel Presidente Intercontinental México, fotografía tomada desde la Avenida Presidente Masaryk.

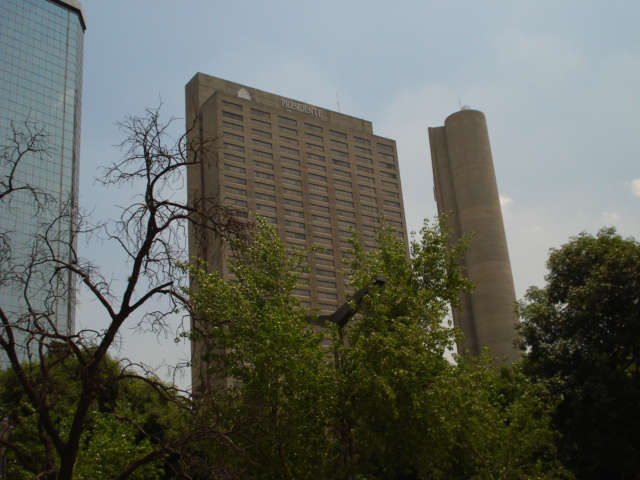
Hotel Presidente Intercontinental México,desde Paseo de la Reforma.

- Fue el primer edificio que superó la barra de los 130 metros en la Colonia Polanco, es además uno de los hoteles de 5 estrellas más exclusivos de la Ciudad de México. El hotel cuenta con 661 habitaciones convirtiéndolo en el segundo hotel de Latinoamérica con más habitaciones.

- Ha soportado al menos diez terremotos, los de septiembre de 1985 que midieron 8.1 y 7.5 grados en la escala de Richter, los del 14 de septiembre y 9 de octubre de 1995 (7.3 y 7.6 grados en la escala de Richter respectivamente), el del 30 de septiembre de 1999 (7.3 grados), el del 9 de agosto de 2000 (7.0 grados), el del 21 de enero de 2003 (7.6 grados en la escala de Richter) el del 13 de abril de 2007 (6.3 grados)el del 22 de mayo de 2009 (5.9 grados) el del 20 de marzo de 2012 (7.8 grados richter a 8.0 mw), el de 7 de noviembre de 2012 (7.3 grados) y el del 19 de septiembre de 2017.

- Debido a la zona medianamente peligrosa en la que se encuentra el edificio, fue equipado con 40 amortiguadores sísmicos a largo de toda su estructura y cuenta con 60 pilotes de concreto que penetran a una profundidad de 35 metros de profundidad. El edificio puede soportar un terremoto de 8.5 en la escala de Richter.

- Se le considera uno de los rascacielos más seguros de Polanco junto con: Residencial del Bosque 1, Residencial del Bosque 2 y Hotel Nikko México.

- A sus pies se encuentra el imponente Bosque y lago de Chapultepec.

- Los materiales de construcción que usaron fueron: hormigón reforzado, concreto y acero.

- El Paseo de la Reforma se encuentra a 10 minutos aproximadamente a 40 metros.

- Abrió sus puertas a las 6 a. m. del 1 de agosto de 1977. Oficialmente se inauguró el 18 de septiembre del mismo año por el entonces presidente José López Portillo.

- Su arquitecto es: Juan Sordo Madaleno.

## Edificio Inteligente
Es considerado un edificio inteligente, debido a que el sistema de luz es controlado por un sistema llamado B3.
El edificio cuenta con una manejadora de aire automática en cada nivel para surtir.
El edificio cuenta con los siguientes sistemas:
- Sistema de Generación y distribución de agua helada ahorrador de energía.
- Sistema de Volumen Variable de Aire (Unidades manejadoras de aire y preparaciones de ductos de alta velocidad en cada nivel de oficinas).
- Sistema de Extracción Sanitarios Generales en cada nivel de oficinas.
- Sistema de ventilación Mecánica de aire automático en estacionamientos,
- Sistema de Extracción Mecánica Cuarto de basura.
- Sistema de Acondicionamiento de Aire automático tipo Mini-Split para cuarto de control, administración, venta y sala de juntas.

### Sistema de Detección de Incendios
El edificio cuenta con sistemas de detección y extinción automáticos de incendios. Todas las áreas comunes, incluyendo los sótanos de estacionamiento, cuentan con sistema de rociadores y de detectores de humo conectados al sistema central inteligente del edificio. Además, como complemento del sistema se instalaron gabinetes con manguera, con un extintor de polvo químico seco tipo ABC de 6 kg. 

### Sistema de Extracción de Humos
En el cuarto se instalaron:
- Una bomba Jockey para mantener la presión.
- Una bomba con motor eléctrico para el servicio norma.
- Una bomba con motor de combustión interna para el servicio de emergencia.

- Todos los tableros y accesorios para el funcionamiento de los equipos contra incendio son totalmente automáticos y son conectados al sistema inteligente del edificio.

## Datos clave
- Altura- 130 metros.
- Área Total- 51,400 metros cuadrados.
- Pisos- 11 niveles subterráneos de estacionamiento y 44 pisos.
- Estructura de concreto reforzado con:
  - 55,916 metros cúbicos de concreto
  - 20,200 toneladas de acero estructural y de refuerzo
  - 40 amortiguadores sísmicos
  - 60 Pilotes de Concreto y acero
- Condición: 	En Uso.
- Rango: 	
  - En México: 21.er lugar, 2011: 38.º lugar
  - En Ciudad de México: 20.º lugar, 2011: 30.º lugar
  - En Polanco: 2.º lugar